# Billy Woods
Billy Woods (estilizado en minúsculas como billy woods) es un rapero estadounidense de la ciudad de Nueva York. Es el fundador de la discográfica Backwoodz Studioz. Ha sido un miembro de Armand Hammer, Super Chron Flight Brothers y The Reavers.

## Primeros años
Billy Woods nació en Washington, D.C. Su madre era una profesora de literatura inglesa de Jamaica. Su padre era un marxista  de Zimbabue. En 1980, la familia se mudó a África. Después de la muerte del padre de Woods, regresaron a los Estados Unidos en 1989. Woods fue a la Universidad Howard brevemente antes de antes de involucrarse en la escena del hip-hop de la ciudad de Nueva York. 
Empezó a hacer música en los finales de los 90. Escribió su "primera rima real" en una lavandería de Kennebunk, Maine en 1997.

## Carrera
Billy Woods lanzó su álbum debut, Camouflage, en su discográfica Backwoodz Studioz en 2003. En 2012, él publicó History Will Absolve Me. En 2013, lanzó Dour Candy, que estaba enteramente producido por Blockhead. En 2017, publicó Known Unknowns. Este fue incluido en la lista de la revista Rolling Stone 15 Great Albums You Probably Didn't Hear in 2017. En 2019, él lanzó un álbum colaborativo con el productor Kenny Segal,titulado Hiding Places, y otro disco en solitario llamado, Terror Management.

## Discografía

### Álbumes de estudio
- Camouflage (2003)
- The Chalice (2004)
- Terror Firma (2005) (The Reavers)
- Emergency Powers: The World Tour (2007) (Super Chron Flight Brothers)
- Indonesia (2009) (Super Chron Flight Brothers)
- Cape Verde (2010) (Super Chron Flight Brothers)
- History Will Absolve Me (2012)
- Dour Candy (2013)
- Today, I Wrote Nothing (2015)
- Known Unknowns (2017)
- Hiding Places (2019) (con Kenny Segal)
- Terror Management (2019)
- BRASS (2020) (con Moor Mother)
- Aethiopes (2022)
- Maps (2023) (con Kenny Segal)
- GOLLIWOG (2025)